# Alina Dumitru
Alina Alexandra Dumitru (Ploiești, Rumunjska, 30. kolovoza 1982.) je rumunjska judašica. Višestruka je europska prvakinja u svojoj težinskoj kategoriji te je osvajačica olimpijskog zlata i srebra.
Na Olimpijadi u Pekingu osvojila je zlato, a na putu do pobjedničkog postolja, pobijedila je višestruku olimpijsku i svjetsku pobjednicu, Ryoko Tani. Na svojim drugim Olimpijskim igrama u Londonu, rumunjska judašica je u polufinalu pobijedila japansku predstavnicu Tomoko Fukumi (tadašnju svjetsku prvakinju). Ipak, Alina u samom finalu nije uspjela obraniti olimpijsko zlato koje je u konačnici pripalo Sari Menezes.
Judašica trenira u judo klubu CSA Steaua Bukurešt a trener joj je Florin Bercean.
Zbog iznimnih doprinosa sportu, rumunjski predsjednik Traian Băsescu ju je odlikovao Medaljom za sportske zasluge III. klase. Također, 2008. je postala počasnom stanovnicom rodnog Ploieşti.

## Olimpijske igre

### OI 2008. Peking
| Peking 2008.     | Peking 2008. | Peking 2008.    | Peking 2008. |
| Protivnik        | Zemlja       | Uspjeh          | Natjecanje   |
| ---------------- | ------------ | --------------- | ------------ |
| Éva Csernoviczki | Mađarska     | 101:10; pobjeda | 2. krug      |
| Kim Yong-Ram     | Južna Koreja | 1000:0; pobjeda | četvrtfinale |
| Ryoko Tani       | Japan        | 100:10; pobjeda | polufinale   |
| Yanet Bermoy     | Kuba         | 1100:0; pobjeda | finale       |

### OI 2012. London
| London 2012.           | London 2012. | London 2012.    | London 2012. |
| Protivnik              | Zemlja       | Uspjeh          | Natjecanje   |
| ---------------------- | ------------ | --------------- | ------------ |
| Dayaris Mestre Alvarez | Kuba         | 1000:0; pobjeda | 2. krug      |
| Mönkhbatyn Urantsetseg | Mongolija    | 11:1; pobjeda   | četvrtfinale |
| Tomoko Fukumi          | Japan        | 102:11; pobjeda | polufinale   |
| Sarah Menezes          | Brazil       | 0:11; poraz     | finale       |

## Vanjske poveznice
- Sports-reference.com  Arhivirana inačica izvorne stranice od 9. kolovoza 2012. (Wayback Machine)
- Judoinside.com